# Љондини (Бијела)
Љондини је насеље у Италији у округу Бијела, региону Пијемонт.
Према процени из 2011. у насељу је живело 4 становника. Насеље се налази на надморској висини од 901 м.